# Duister toerisme
Duister toerisme, ook wel thanatoerisme genoemd, is een begrip dat gebruikt wordt in de antropologie (pelgrimsstudies) en toerismestudies voor een vorm van toerisme of seculiere pelgrimage waarbij historische plekken worden bezocht die te maken hebben met dood en tragedie of daarmee worden geassocieerd. Het woord thanatoerisme is afgeleid van Thanatos, een figuur uit de Griekse mythologie, die de personificatie is van de dood. Zo is het woord ook verwerkt in de term euthanasie. Voorbeelden zijn Auschwitz, de bedevaarten naar de plaats van Petrus' dood, Ground zero, Alcatraz, de London Dungeon en het zogenoemde Goelagtoerisme.

## Voorbeelden

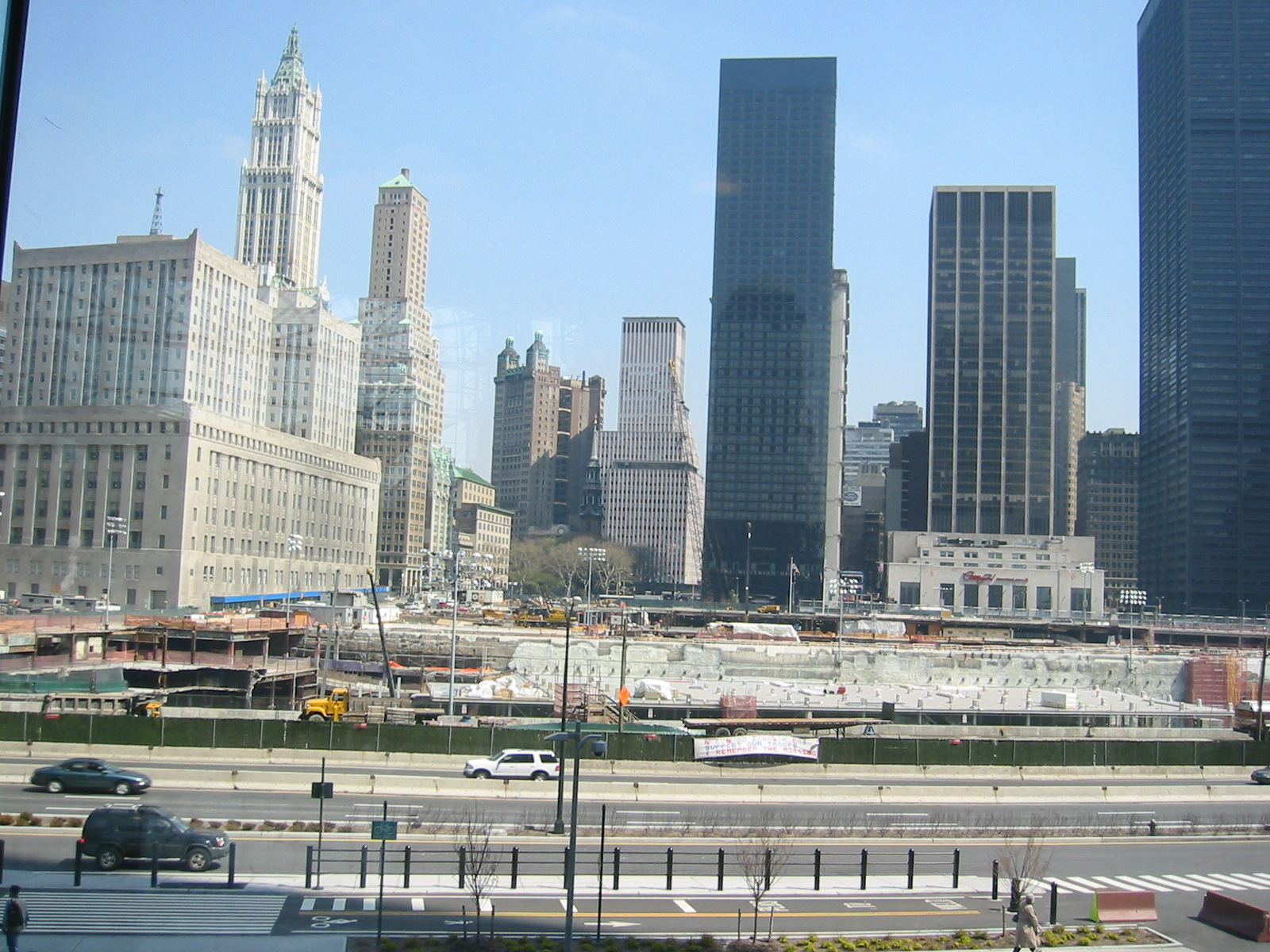
Ground Zero in New York

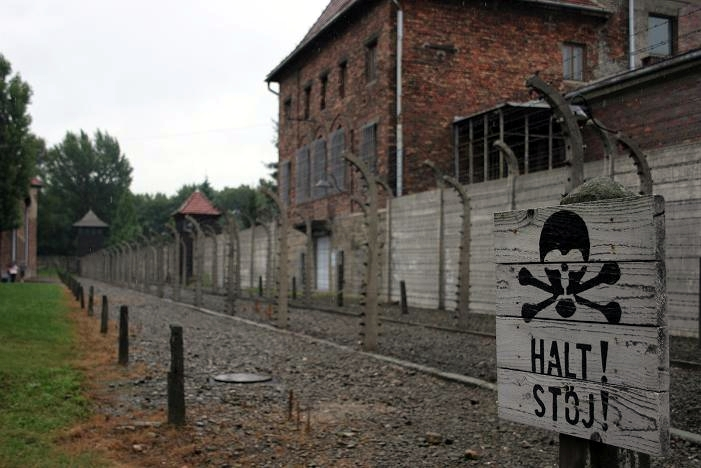
Auschwitz

Voorbeelden van thanatoerisme zijn reizen naar slagvelden van de Eerste Wereldoorlog zoals Verdun of Ieper en kampen uit de Tweede Wereldoorlog zoals Kamp Westerbork of vernietigingskampen als Auschwitz-Birkenau. Andere voorbeelden zijn de Birmaspoorweg in Thailand of de Killings Fields' Choeung Ek stoepa in Cambodja. Of plaatsen waar historische figuren zijn vermoord, zoals de Prinsenhof in Delft (Willem van Oranje) of de parkeerplaats van het Mediapark in Hilversum (Pim Fortuyn). Net als plaatsen waar slachtoffers hebben gewoond zoals het Anne Frank Huis of waar zij liggen begraven, zoals de beroemde begraafplaats Père-Lachaise in Parijs. De Gevangenpoort in Den Haag waar in het verleden is gemarteld en mensen zijn terechtgesteld, is ook een voorbeeld.

## Studie van duister toerisme
De bestudering van het onderwerp dark tourism richt zich op reizen of pelgrimages naar plaatsen die in verleden en heden gekenmerkt zijn door dood en geweldshandelingen.
Dark tourism en thanatourism, en ook wel death focus reizen (Collins-Kreiner, 2016), black spot toerisme (Rojek 1993) en difficult heritage-toerisme (Knudsen 2011) zijn andere begrippen die hiervoor gebruikt worden. Ondanks hun donkere klank, gaat het over wetenschappelijk gebruikte termen die zich in een ontwikkeling bevinden waarin ze nog verder moeten worden gemunt. Ze hebben niet direct iets van doen met de pejoratieve kwalificatie 'ramptoerisme'.
De bestudering van het onderwerp is relatief jong, hoewel mensen in verschillende religieuze tradities al sinds de Oudheid plaatsen bezoeken die sterk met de dood en geweld samenhangen. De term Dark tourism wordt voor het eerst gebruikt in 1996 door Lennon en Foley, twee onderzoekers van de Schotse Glasgow Caledonian University. De term 'thanatoerisme' wordt in datzelfde jaar gebruikt door A.V. Seaton, Professor in toerisme marketing op de University of Strathclyde Glasgow.
Inmiddels zijn er talloze studies over definities, subcategorieën, zoals Holocaust-toerisme, slavernij-erfgoed toerisme, etcetera, en wordt de term ook gebruikt in reisliteratuur. Er is nog relatief weinig empirisch onderzoek gedaan naar het perspectief van de thanatoerist zelf.
De Argentijn Maximiliano E. Korstanje constateert dat dark tourism vaak met etnocentrisch, of exclusief nationaal ingekleurde motieven samenhangt. Kang, Scott, Lee & Ballantyne (2012) concluderen in hun onderzoek dat bezoekers aan een vredespark in Korea daarna vooral gesterkt bleken door 'een gevoel van verplichting en verantwoordelijkheid'.